# Joanna Beretta Molla

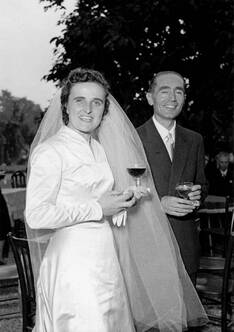
Z mężem w czasie wesela, 1955

Joanna Beretta Molla, wł. Gianna Beretta Molla (ur. 4 października 1922 w Magencie k. Mediolanu, zm. 28 kwietnia 1962 w Ponte Nuovo, w gminie Magenta) – włoska lekarka, święta Kościoła katolickiego.

## Życiorys
W młodości zaczęła działać w Akcji Katolickiej oraz Stowarzyszeniu Wincentego à Paulo. Po uzyskaniu dyplomu z medycyny i chirurgii na Uniwersytecie w Pavia w 1949, otworzyła klinikę medyczną w Mesero (koło Magenty) w 1950. Zrobiła specjalizację z pediatrii na Uniwersytecie w Mediolanie w 1952, gdzie później kontynuowała swoją praktykę lekarską. Równolegle z karierą zawodową działała w Akcji Katolickiej.
24 września 1955 wzięła ślub z Piotrem Mollą. W listopadzie 1956 urodziła syna Pierluigiego, w grudniu 1957 córkę Mariolinę, a w lipcu 1959 córkę Laurettę.

We wrześniu 1961, pod koniec drugiego miesiąca ciąży, w jej macicy rozwinął się włókniak. Mimo wskazań medycznych do przerwania ciąży zdecydowała się donosić ją do końca. 21 kwietnia 1962 urodziła się jej kolejna córka Gianna Emanuela. Pomimo starań lekarzy rankiem 28 kwietnia Molla zmarła w wieku 39 lat. Bezpośrednią przyczyną śmierci było zapalenie otrzewnej. Spoczywa na cmentarzu w Mesero (4 km od Magenty). Mąż po jej śmierci powiedział:
„(...) Aby zrozumieć jej decyzję, trzeba pamiętać o jej głębokim przeświadczeniu – jako matki i jako lekarza – że dziecko, które w sobie nosiła było istotą, która miała takie same prawa, jak pozostałe dzieci, chociaż od jego poczęcia upłynęły zaledwie dwa miesiące".

## Kult świętej
Papież Paweł VI w czasie modlitwy Anioł Pański w niedzielę 23 września 1973 określił ją jako: młodą matkę z diecezji mediolańskiej, która by dać życie córce poświęciła swoje w świadomej ofierze.
Jan Paweł II beatyfikował Joannę 24 kwietnia 1994 podczas światowego Roku Rodziny, a w szóstą niedzielę Wielkanocną 16 maja 2004 kanonizował ją. Na uroczystej mszy św. byli obecni m.in. mąż Joanny i najmłodsza córka Giana Emanuela.
Wspomnienie liturgiczne świętej w Kościele katolickim obchodzone jest 28 kwietnia.

## Relikwie
Relikwie św. Joanny Molli znajdują się w kościołach na całym świecie. W Polsce są to, między innymi:
- parafia Świętej Rodziny w Bydgoszczy
- parafia Zesłania Ducha Świętego w Częstochowie
- Parafia św. Marii Magdaleny w Radomsku
- parafia Świętej Rodziny w Chrzanowie
- bazylika kolegiacka Wniebowzięcia Najświętszej Maryi Panny w Kaliszu[2]
- Parafia św. Józefa Oblubieńca Najświętszej Maryi Panny w Krakowie (Bieńczyce)
- parafia Świętej Rodziny w Piekarach Śląskich
- parafia św. Barbary w Staszowie
- kościół św. Rodziny w Szczecinie
- parafia św. Stanisława BM w Skierniewicach
- parafia Pierwszych Polskich Męczenników w Poznaniu
- Parafia Świętej Rodziny w Ursusie/Włochach[3]
- kościół św. Patryka w Warszawie
- Parafia św. Joanny Beretty Molli w Jelonku[4]
- parafia Najświętszej Maryi Panny Królowej Polski w Żninie[5]
- Parafia Najświętszej Maryi Panny Królowej Rodzin w Białymstoku
- kościół  pw. Najświętszego Imienia Maryi w Gaszynie
- parafia św. Stanisława Biskupa i Męczennika w Solcu Kujawskim
- parafia Ducha Świętego w Nowym Sączu
- Kaplica sejmowa pw. Bogurodzicy Maryi Matki Kościoła w Warszawie[6]
- Parafia Wniebowzięcia Najświętszej Maryi Panny w Starych Babicach
- Parafia św. Karola Boromeusza we Wrocławiu
- Sanktuarium Matki Bożej w Wambierzycach
- Parafia Świętego Józefa w Siedlcach
- Parafia bł. Czesława Odrowąża w Opolu
- Parafia Świętej Rodziny w Pile
- Parafia św. Maksymiliana Marii Kolbego w Słupsku
- Parafia św. Stanisława BM w Łabowej
- Parafia Narodzenia Najświętszej Maryi Panny w Tarnowcu
- Kościół Świętej Rodziny w Zakopanem
- Parafia św. Jakuba w Płocku-Imielnicy
- Parafia św. Apostołów Piotra i Pawła w Złotowie
- Parafia Podwyższenia Krzyża Świętego w Zielonej Górze

## Filatelistyka
Poczta Polska wyemitowała 30 kwietnia 2022 r. znaczek pocztowy upamiętniający świętą, o nominale 3,60 zł. Wydrukowano 100 000 sztuk, techniką offsetową, na papierze fluorescencyjnym. Autorem projektu znaczka była Agnieszka Sancewicz.